# Luc Vanwalleghem
Luc Vanwalleghem, né le 7 mars 1961, est un joueur de football belge, qui évoluait comme attaquant. 

## Carrière
Formé au FC Bruges, Luc Vanwalleghem commence sa carrière professionnelle en 1979. Il joue 14 matches lors de sa première saison, au terme de laquelle il remporte le titre de champion de Belgique 1980. Trois ans plus tard, il dispute la finale de la Coupe de Belgique, perdue face à Beveren. Ayant passé deux saisons presque sans jouer, il quitte le club en 1986. Il joue ensuite deux saisons au RWD Molenbeek puis rejoint KSK Roulers, où il reste jusqu'en 1991.

### Palmarès
- 1 fois champion de Belgique en 1980 avec le FC Bruges.
- Finaliste de la Coupe de Belgique en 1983 avec le FC Bruges.

### Statistiques par saison
| Saison    | Club      | Pays  | Compétition         | Matches | Buts |
| --------- | --------- | ----- | ------------------- | ------- | ---- |
| 1979-1980 | FC Bruges |       | Division 1          | 14      | 2    |
| 1980-1981 | FC Bruges |       | Division 1          | 19      | 5    |
| 1980-1981 | FC Bruges |       | Coupe des champions | 2       | 0    |
| 1981-1982 | FC Bruges |       | Division 1          | 19      | 0    |
| 1982-1983 | FC Bruges |       | Division 1          | 32      | 2    |
| 1983-1984 | FC Bruges |       | Division 1          | 12      | 0    |
| 1984-1985 | FC Bruges |       | Division 1          | 3       | 0    |
| 1985-1986 | FC Bruges |       | Division 1          | 8       | 0    |
| TOTAL     | TOTAL     | TOTAL | TOTAL               | 109     | 9    |